# Лекс Схунмакер
Алекс «Лекс» Схунмакер (нід. Alex "Lex" Schoenmaker; 23 серпня 1947, Гаага, Нідерланди) — нідерландський футболіст і тренер, який виступав на позиції нападника.

## Клубна кар'єра
Схунмакер народився в Гаазі. Його першим клубом був аматорський клуб VDS у його рідному місті. Свою професійну кар'єру почав в 1966 році у складі гаазького «Ден Хаага». У цій команді за п'ять сезонів він зіграв понад 130 матчів та забив понад 50 голів. А також встиг побувати в оренді в американському «Сан-Франциско Гейлз», де зіграв 9 матчів та забив 1 гол.
У сезоні 1971-72 Схунмакер перейшов до «Феєнорда», де провів чотири роки. У сезоні 1973/1974 він стає найкращим бомбардиром Кубка УЄФА забивши 11 голів. Загалом він зіграв 104 матчі та забив близько 50 голів.
У 1975 році Схунмакер повернувся в рідний «Ден Хааг», де відіграв сім сезонів, зіграв понад 150 матчів і забив 43 голи. У 1980 і 1981 роках він їздив в оренди до клубів Північноамериканської футбольної ліги «Едмонтон Дріллерз» та «Форт-Лодердейл Страйкерс», де загалом зіграв 44 матчі та забив 14 голів.

## Кар'єра тренера
Після завершення ігрової кар'єри працював переважно асистентом тренера — зокрема, в АЗ'67, «Волендамі» та «Феєнорді», а також був головним тренером «ТОП Осс», «АДО Ден Хааг», саудівського клубу «Аль Хілал» та клубу «Аль Джазіра» з Абу-Дабі.

## Титули і досягнення

### Командні
Гравець
- Чемпіон Нідерландів (1):

«Феєнорд»: 1973–74
- Володар Кубка Нідерландів (1):

«АДО Ден Гаг»: 1967–68
- Володар Кубка УЄФА (1):

«Феєнорд»: 1973–74
Тренер
- Чемпіон Саудівської Аравії (1):

«Аль-Гіляль»: 1995–96
- Володар Кубка наслідного принца Саудівської Аравії (1):

«Аль-Гіляль»: 1994–95
- Володар Кубка Федерації футболу Саудівської Аравії (1):

«Аль-Гіляль»: 1995–96
- Володар Кубка арабських чемпіонів (1):

«Аль-Гіляль»: 1995, 1996

### Особисті
- Найкращий бомбардир Кубка УЄФА (11 голів, 1973/1974)